# Toute l'Amérique indienne
Toute l'Amérique indienne es un disco de estudio de Los Calchakis, grabado en 1969 con el sello francés ARION, para este disco se integra en el grupo Sergio Arriagada, quien grabaría con Los Calchakis durante muchos años. También interviene el célebre quenista Alfredo de Robertis.

## Lista de canciones
| N.º | Título                      | Música                        | Duración |  |
| 1.  | «La kimba»                  | A. de Robertis                |          |  |
| 2.  | «Carnaval del diablo»       | folklore                      |          |  |
| 3.  | «Tu mirada»                 | A. de Robertis                |          |  |
| 4.  | «Variaciones sobre un tema» | Mauro Núñez                   |          |  |
| 5.  | «El rey de los pájaros»     | A. de Robertis y Jaime Torres |          |  |
| 6.  | «Kuty»                      | A. de Robertis y Jaime Torres |          |  |
| 7.  | «El carnaval»               | folklore                      |          |  |
| 8.  | «Hirpasatay»                | folklore                      |          |  |
| 9.  | «Sikuris»                   | folklore                      |          |  |
| 10. | «Fiesta andina»             | folklore                      |          |  |
| 11. | «Linda compañera»           | folklore                      |          |  |
| 12. | «Sumak yurak +»             | A. Mª Miranda                 |          |  |
| 13. | «Cuerdita»                  | R. Guarany                    |          |  |
| 14. | «Los cisnes»                | folklore                      |          |  |
| 15. | «Sueño larense»             | folklore                      |          |  |

+ Tema repetido de La marimba sud-américaine

## Integrantes
- Héctor Miranda
- Alfredo de Robertis
- Sergio Arriagada

- Datos: Q5844294